# وتوالت الأحداث عاصفة (مسلسل)
المسلسل النادر «وتوالت الأحداث عاصفة»  الشهير بجملة «أنا البرادعي يا رشدي» من بطولة عبد الله غيث وسهير البابلي وحسن مصطفى وليلى علوي الإخراج: حسام الدين مصطفى جمال عمار (مساعد الإخراج)
التأليف: إبراهيم مسعود (قصة وسيناريو وحوار) حسام الدين مصطفى
المسلسل ذو طابع بوليسي، اشتهر في زمانه وأخذ صدى واسع.
يعمل العميد رشدي إبراهيم على مطاردة رئيس أكبر عصابات ت هريب الذهب وهو مجرم شديد الذكاء يُعرف بالبرادعي، والذي يمتلك المهارة في التغلب على الشرطة وعلى العميد رشدي بمنتهى الذكاء بل ويتصل بالعميد رشدى تليفونيًا لتحديه، وتستمر المطاردة بينهما وسط أحداث درامية غير عادية تشهدها حياة رشدى من حمل زوجته بعد 20 سنة زواج وخطورة الحمل على حياتها، وبين انجذاب ابنة الجيران المراهقة له.
- بلد الإنتاج: الإمارات العربية المتحدة ومصر.
- تاريخ العرض: 1982م.